# Спонтанное нарушение электрослабой симметрии
Спонта́нное наруше́ние электросла́бой симметри́и — явление в теории электрослабого взаимодействия, заключающееся в том, что калибровочные W± и Z-бозоны, отвечающие за слабое взаимодействие, становятся массивными, в то время как фотон остаётся безмассовым.
После построения первого варианта теории единого электрослабого взаимодействия оказалось, что в этой теории как фотон, так и новые калибровочные W± и Z-бозоны обязаны быть безмассовыми, что отвечает случаю ненарушенной электрослабой симметрии. Однако в нашем мире мы не наблюдаем никаких других безмассовых бозонов, кроме фотона и глюона. Таким образом, если электрослабая симметрия и реализуется в нашем мире, то она должна быть нарушена.
В принципе массу можно было бы ввести в теорию «руками», то есть добавив в лагранжиан электрослабой теории слагаемое, придающее массу этим бозонам.
Это — так называемое явное, или жёсткое, нарушение симметрии.
Однако в такой теории появляются квадратичные ультрафиолетовые расходимости. Избежать этого можно, если ввести массу «мягким» образом, то есть модифицировав лагранжиан так, что масса бозонов возникает как динамический эффект. Симметрия при этом нарушается не явно, а спонтанно, при температуре ниже некоторого значения, а при более высоких плотностях энергии она вновь восстанавливается.
Наиболее элегантным способом провести спонтанное нарушение симметрии является хиггсовский механизм, предложенный в 1965 году Питером Хиггсом. В этом варианте спонтанное нарушение электрослабой симметрии осуществляется через введение нового скалярного поля, которое, взаимодействуя с калибровочными бозонами, и придаёт им массы. Однако в последнее время разрабатываются и варианты спонтанного нарушения симметрии без введения хиггсовских полей.
Нобелевская премия по физике 2008 года (1/2 премии) была присуждена американскому физику Йоитиро Намбу «За открытие механизма спонтанного нарушения симметрии в физике элементарных частиц».